# 学校法人徳島佐香学園
学校法人 徳島佐香学園（がっこうほうじん とくしまさこうがくえん、英称:Tokushima Sakou Gakuen）とは、徳島県徳島市に位置する学校法人である。

## 沿革

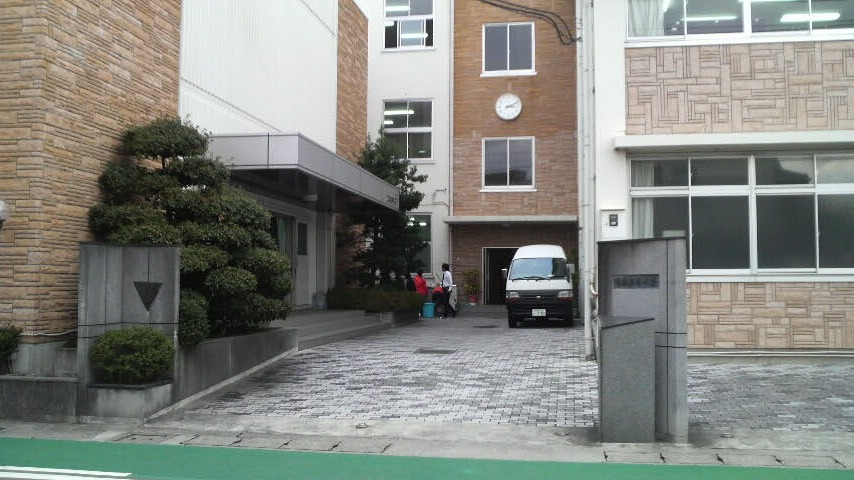
香蘭高等学校

- 1903年 東京都神田三崎町に私立和洋裁専門女学校を創設。
- 1930年 徳島香蘭高等女学校を設置。
- 1944年 徳島佐香女子商設業学校を設置。
- 1948年 財団法人徳島佐香学園香蘭高等学校を設置。
- 1951年 学校法人徳島佐香学園に組織変更。

## 学園
- 香蘭高等学校（徳島県徳島市北前川町2丁目8）

## 歴代理事長
- 佐香ハル
- 佐香栄次郎
- 佐香元子
- 山岡泰明
- 佐香元子 (2021現在)